# STSAT-2C
El día 30 de enero de 2013 a las 07:00 (UTC) Corea del sur logro poner Su primer satélite en órbita, con el cohete Naro-1 (KSLV-1) lograron poner en órbita el satélite STASAT-2C, en la misión F-3 tras dos intentos fallidos en 2009 y 2010, de este modo corea del sur se vuelve oficialmente una potencia espacial, un año después de que corea del norte hiciera lo mismo

## STSAT-2C
El STSAT-2C (Science and Technology Satellite-2/과학기술위성 2호) es el primer satélite artificial surcoreano lanzado por un cohete nacional. Se trata de un satélite desarrollado a partir de los STSAT-2A y STSAT-2B que se perdieron durante los intentos de lanzamiento de 2009 y 2010. El satélite STASAT-2C pesa 100 kg construido por KAIST (Instituto Avanzado de Ciencia y Tecnología de Corea) Por sus siglas en ingles, actualmente esta en órbita polar de 292 x 1511 km con una inclinación de 80,3º. tiene unas dimensiones de 1 x 1 x 1,5 metros y tiene seis pequeños experimentos: LRA (Laser Retro-reflector Array, un espejo retrorreflector para calcular la posición de la nave mediante estaciones láser terrestres), REM (Space Radiation Effects Monitor, experimento para medir la radiación en órbita), una sonda Langmuir para medir las propiedades del plasma en órbita baja, FSO (Femto Laser Oscillator) y un sensor infrarrojo.

## Naro-1
El Naro-1 (羅老1号/나 로1号) o KSLV-1 (Korean Space Launch Vehicle 1) es un lanzador de dos etapas de 141 toneladas, capaz de situar 100 kg de carga a una órbita de 330 km de altura lanzado desde el Naro Space Center. Sus dimensiones totales son de 33,52 x 2,9 metros. La primera etapa es un módulo URM-1 del cohete ruso Angará 1.1 fabricado por la empresa GKNPTs Khrúnichev de acuerdo con un contrato firmado con el gobierno surcoreano en 2004. Tiene una masa de 139 toneladas y unas dimensiones de 25 x 2,9 metros. Utiliza un motor RD-151 con un empuje de 1639 kN y un impulso específico de 338 segundos que quema queroseno y oxígeno líquido. El RD-151 funciona durante 232 segundos y está fabricado por la empresa rusa NPO Energomash. Se trata de una versión de exportación del RD-191 del Angará menos avanzada y con un empuje inferior (el RD-191 tiene un empuje de 1920-2090 kN).

## Secuencia de lanzamiento
T-0 s: lanzamiento.
T+54,3 s: mach 1 a 7,4 kilómetros de altura.
T+215,4 s: separación de la cofia.
T+228,7 s: apagado de la primera etapa.
T+231,7 s: separación de la primera etapa.
T+395 s: encendido de la segunda etapa.
T+452,7 s: apagado de la segunda etapa.
T+540 s: separación de la carga útil.